# Ханеманн, Маркус
Ма́ркус Сте́фан Ха́неманн (англ. Marcus Stephan Hahnemann; 15 июня 1972, Сиэтл) — американский футболист немецкого происхождения, вратарь. Выступал за сборную США.

## Клубная карьера
Футбольную карьеру Ханеманн начал в команде команду Университета Сиэтл Пасифик, затем играл за местную команду «Сиэтл Саундерс».
С образованием MLS он перешёл в команду «Колорадо Рэпидз», за которую отыграл два сезона. В 1999 году Ханеманн переехал в Англию. Первоначально карьера Ханеманна в Англии складывалась неудачно, он не смог закрепиться в составе лондонского «Фулхэма» и «Рочдейла».
В 2002 году он перешёл в «Рединг», в котором он завоевал место основного вратаря, и провёл за клуб в различных турнирах более 300 матчей, а в сезоне 2005/06, был признан лучшим вратарём чемпионшипа.
В 2009 году Ханеманн перешёл в команду Премьер-лиги «Вулверхэмптон Уондерерс», подписав контракт на один год с возможностью продления. Несмотря на свой солидный возраст, Ханеманну удалось стать основным вратарём клуба. В 2011 году уступил место в основном составе команды Уэйну Хеннесси и по итогам сезона покинул «Вулверхэмптон» на правах свободного агента.
23 сентября 2011 подписал контракт с «Эвертоном». По итогам сезона 2011/12 покинул клуб из Ливерпуля, так и не сыграв ни одного матча.

## Карьера в сборной
В национальной сборной США Маркус Ханеманн дебютировал 19 ноября 1994 года в матче со сборной Тринидада и Тобаго. В связи с большой конкуренцией на вратарской позиции в сборной, за 17 лет выступлений за национальную команду, Ханеманн провёл за неё лишь 9 матчей. Принимал участие в чемпионате мира 2006 и чемпионате мира 2010.

## Статистика

### Матчи за сборную
| Матчи и пропущенные голы Ханеманна за сборную США | Матчи и пропущенные голы Ханеманна за сборную США | Матчи и пропущенные голы Ханеманна за сборную США | Матчи и пропущенные голы Ханеманна за сборную США | Матчи и пропущенные голы Ханеманна за сборную США | Матчи и пропущенные голы Ханеманна за сборную США |
| ------------------------------------------------- | ------------------------------------------------- | ------------------------------------------------- | ------------------------------------------------- | ------------------------------------------------- | ------------------------------------------------- |
| №                                                 | Дата                                              | Оппонент                                          | Счёт                                              | Голы                                              | Соревнование                                      |
| 1                                                 | 19 ноября 1994                                    | Тринидад и Тобаго                                 | 0-1                                               | 1                                                 | Товарищеский матч                                 |
| 2                                                 | 22 ноября 1994                                    | Ямайка                                            | 3-0                                               | -                                                 | Товарищеский матч                                 |
| 3                                                 | 11 декабря 1994                                   | Гондурас                                          | 1-1                                               | 1                                                 | Товарищеский матч                                 |
| 4                                                 | 8 июня 2003                                       | Новая Зеландия                                    | 2-1                                               | 1                                                 | Товарищеский матч                                 |
| 5                                                 | 7 июля 2005                                       | Куба                                              | 4-1                                               | 1                                                 | Финальные матчи ЗК-2005                           |
| 6                                                 | 7 сентября 2005                                   | Гватемала                                         | 0-0                                               | -                                                 | Отборочные матчи ЧМ-2006                          |
| 7                                                 | 17 октября 2007                                   | Швейцария                                         | 1-0                                               | -                                                 | Товарищеский матч                                 |
| 8                                                 | 5 июня 2010                                       | Австралия                                         | 3-1                                               | -                                                 | Товарищеский матч                                 |
| 9                                                 | 29 марта 2011                                     | Парагвай                                          | 0-1                                               | 1                                                 | Товарищеский матч                                 |

Итого: 9 матчей / 5 пропущенных голов; 5 побед, 2 ничьих, 2 поражения.

## Достижения

### Командные
«Фулхэм»
- Первый дивизион Футбольной лиги
  - Чемпион: 2000/01

«Рединг»
- Чемпионат Футбольной лиги
  - Чемпион: 2005/06
- Второй дивизион Футбольной лиги
  - Вице-чемпион: 2001/02

Сборная США
- Золотой кубок КОНКАКАФ
  - Обладатель: 2005
  - Финалист: 2011